# Le Trône du dragon
Pour les articles homonymes, voir Trône (homonymie).
Le Trône du dragon est le premier des huit tomes (en version française) qui composent la saga L'Arcane des épées. Il a été écrit par l'écrivain américain Tad Williams. Il est paru en 1988 aux États-Unis, et 1994 en France aux éditions Payot & Rivages.
En effet, la version américaine, The Dragonbone Chair, a été partagée en deux par l'éditeur et est donc devenu La Ligue du parchemin. Cette version elle-même a été découpée en deux: Le Trône du dragon et Le Roi de l'orage. 
Il a été traduit de l'américain par Jacques Collin.

## Résumé
Simon, jeune orphelin de quatorze ans, a toujours vécu dans le château du Hayholt. Son souhait le plus cher est de vivre une grande aventure. Mais en attendant, il parcourt le château de fond en combles, ou bien écoute les histoires du vieux magicien Morgénès.
Autour de lui, le domaine est en émoi. Le roi Jean Presbytère, tueur du dragon Shurakai et souverain de toutes les nations humaines, est gravement malade. Son fils Elias n'attend que la mort du vieil homme pour pouvoir régner sur le trône du dragon. C'est sans compter sur un groupe discret et secret, la ligue du parchemin, qui veille à maintenir la paix. Certains de ses membres ont d'ailleurs remarqué Simon.
Son destin se rapproche... Celui de tous les êtres vivants aussi.